# Nompatelize
Nompatelize ist eine französische Gemeinde mit 535 Einwohnern (Stand: 1. Januar 2022) im Département Vosges in der Region Grand Est (bis 2015 Lothringen). Sie gehört zum Arrondissement Saint-Dié-des-Vosges und zum Gemeindeverband Saint-Dié-des-Vosges. Die Bewohner nennen sich Norpadien(ne)s.

## Geografie

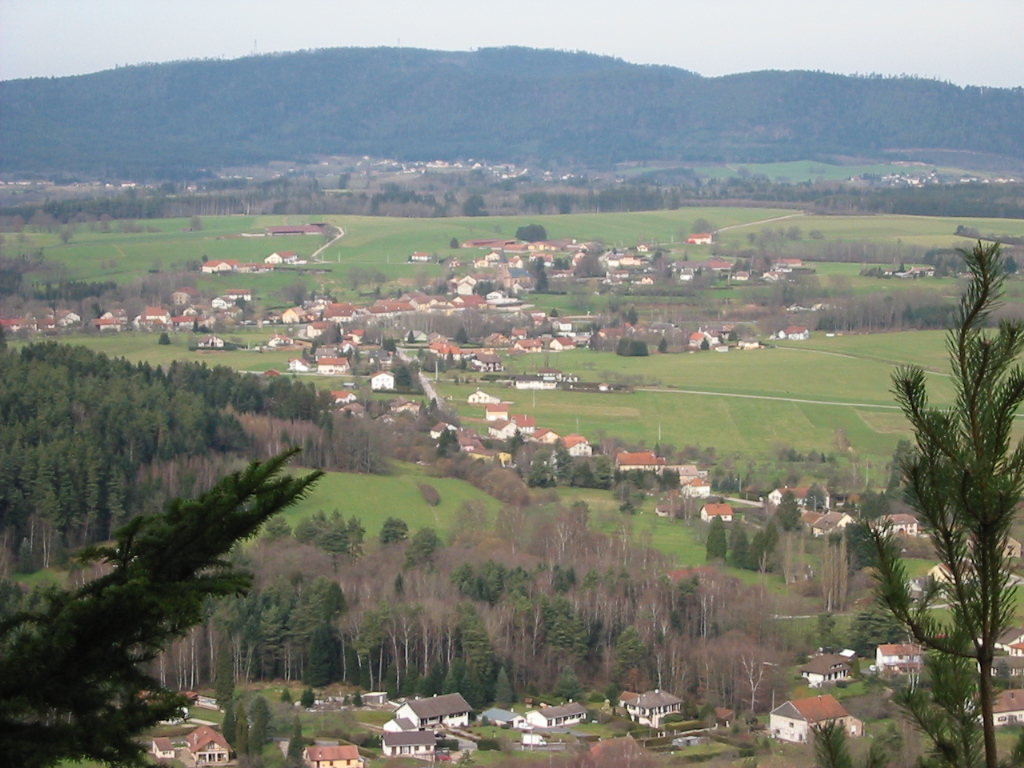
Blick auf Nompatelize vom südlich gelegenen Roche du Chemont (576 m)

Die Gemeinde Nompatelize liegt in den westlichen Ausläufern der Vogesen, etwa zehn Kilometer nordwestlich von Saint-Dié-des-Vosges.
Das waldreiche Gelände um Nompatelize steigt in südwestlicher Richtung leicht an und erreicht durchschnittliche Höhen von 300 bis 350 m über dem Meer. Im äußersten Osten reicht das Gemeindegebiet bis an den Fluss Meurthe heran, im Westen an seinen Zufluss Valdange. Im Süden erhebt sich der markante kegelförmige Berg Le Petit Jumeau (521 m).
Zu Nompatelize gehören die Ortsteile und Weiler La Grange, La Maie, Biarville sowie Teile der Ortschaften Les Feignes und Les Jumeaux.
Nachbargemeinden von Nompatelize sind Étival-Clairefontaine im Norden, La Voivre im Osten, Saint-Michel-sur-Meurthe im Südosten, La Bourgonce im Südwesten, La Salle im Westen sowie Saint-Remy im Nordwesten.

## Geschichte
Frühere Namen des Dorfes Nompatelize waren Nompardi Villa, Nopardi Ecclesia und Nompalteinglise.
Das Dorf war Teil des Bannes der nahegelegenen Abtei Étival mit einer eigenen  Pfarrei. 1594 gehörte Nompatelize zur Vogtei Nancy und unterstand dem Propst von Saint-Dié sowie der Abtei Étival. Im Jahr 1751 war das Dorf abhängig von der Vogtei Saint-Dié und 1790, zur Zeit der Gemeindegründungen, war Nompatelize Teil eines städtischen Kantons in Saint-Dié.
1635 und 1636 wurde das Dorf durch schwedische Truppen, im Jahr 1870 durch deutsche Truppen schwer gebrandschatzt.
Kirchlich gehörte Nompatelize zum Dekanat Salm. Im Jahr 1723 spendete die Abtei Étival die Mittel zum Bau der Dorfkirche Saint-Èvre und zur Anlage des Friedhofes. 1786 wurde die Kirche rekonstruiert. Die Gebäude der Mairie, der Knaben- und  der Mädchenschule entstanden 1883.

### Bevölkerungsentwicklung
| Jahr      | 1962 | 1968 | 1975 | 1982 | 1990 | 1999 | 2006 | 2013 | 2021 |
| Einwohner | 270  | 291  | 319  | 391  | 463  | 522  | 551  | 560  | 524  |

Im Jahr 1846 wurde mit 688 Bewohnern die bisher höchste Einwohnerzahl ermittelt. Die Zahlen basieren auf den Daten von cassini.ehess und INSEE.

## Sehenswürdigkeiten
- Kirche Saint-Èvre
- Flurkreuze
- Gefallenendenkmal am Soldatenfriedhof, auf dem 700 französische und deutsche Gefallene der Schlacht vom 6. Oktober 1870 während des Deutsch-Französischen Krieges beerdigt wurden

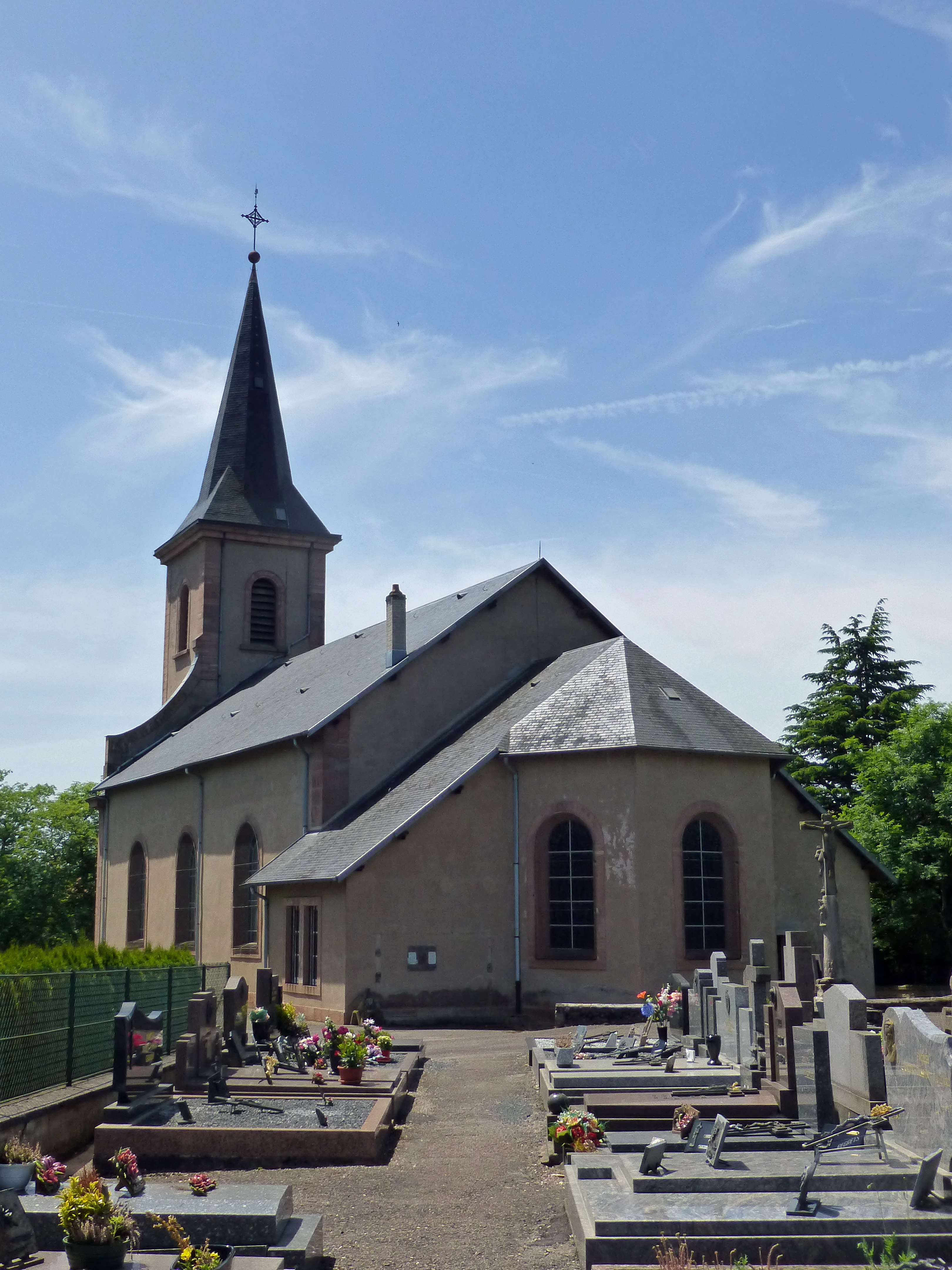
Kirche Saint-Èvre
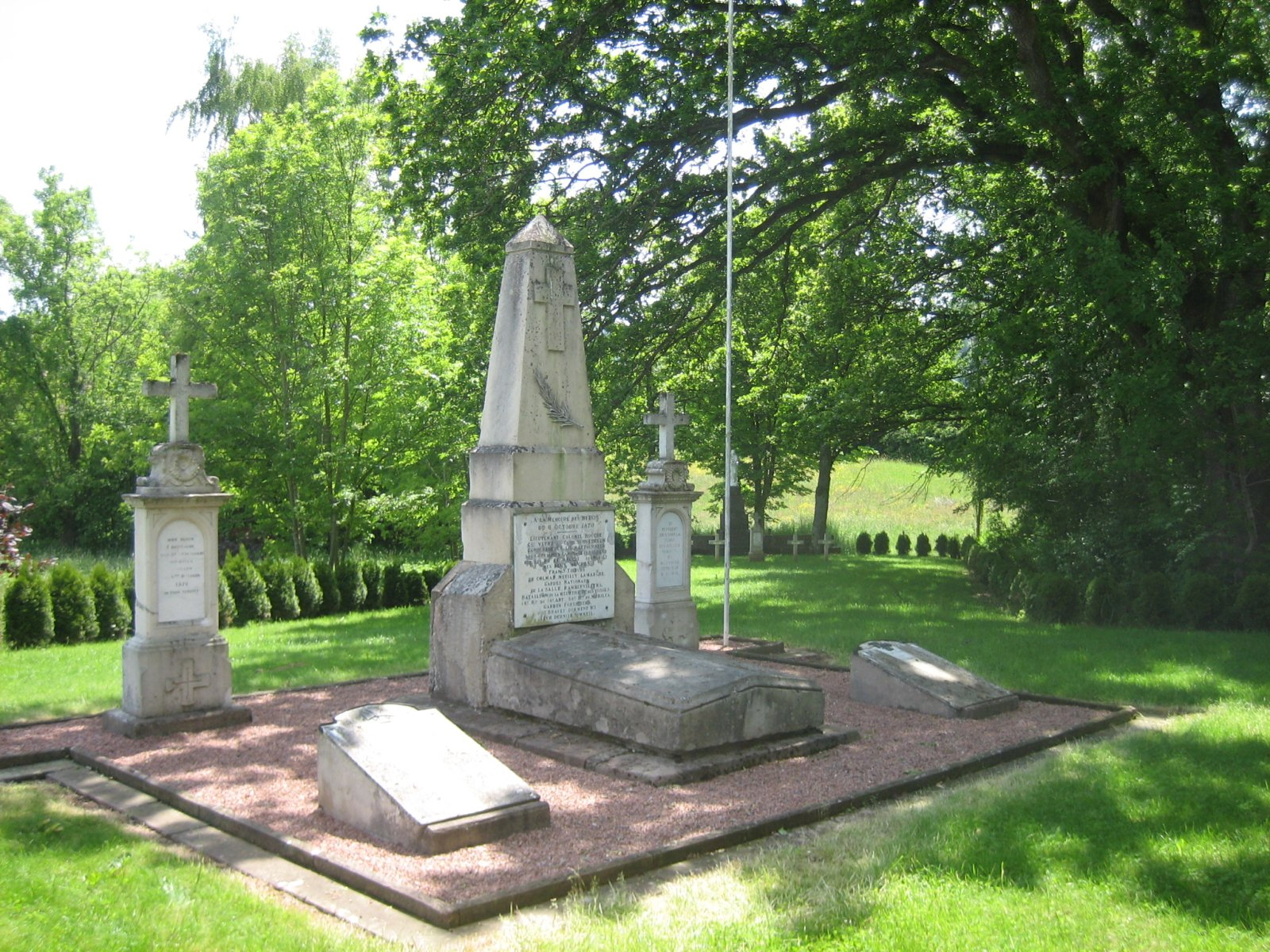
Gefallenendenkmal

## Wirtschaft und Infrastruktur
In der Gemeinde sind zehn Landwirtschaftsbetriebe ansässig (Getreideanbau, Milchwirtschaft, Rinderzucht).
Durch das Gemeindegebiet führt die Fernstraße D 32 von Rambervillers nach Saint-Dié-des-Vosges. Vier Kilometer östlich von Nompatelize besteht ein Anschluss an die autobahnartig ausgebaute RN 59. Der Bahnhof der Nachbargemeinde Saint-Michel-sur-Meurthe liegt an der Bahnstrecke von Lunéville nach Saint-Dié-des-Vosges.

## Belege
1. ↑  Nompatelize auf vosges-archives.com (Memento des Originals vom 26. Januar 2016 im Internet Archive)  Info: Der Archivlink wurde automatisch eingesetzt und noch nicht geprüft. Bitte prüfe Original- und Archivlink gemäß Anleitung und entferne dann diesen Hinweis., PDF-Datei, französisch
2. ↑  Nompatelize auf cassini.ehess
3. ↑  Nompatelize auf INSEE
4. ↑  Landwirtschaftsbetriebe auf annuaire-mairie.fr (französisch)